# Liste d'architectes de la Grèce antique
Liste d'architectes (architektôn) de l'Antiquité grecque
| Liste des architectes (architektôn)        |                                                              |
| Noms                                       | Monuments                                                    |
| Agnaptos                                   | Architecte actif à Olympie (stoa)                            |
| Antimachidès Antistatès Porinos            | Temple de Zeus Olympien à Athènes                            |
| Bathyclès de Magnésie                      | Trône d'Apollon à Amyclées                                   |
| Callicratès                                | Temple d'Athéna Niké Longs murs reliant Athènes au Pirée     |
| Charès de Lindos                           | Colosse de Rhodes                                            |
| Chersiphron Métagénès Théodore de Samos    | Artémision d'Éphèse                                          |
| Daphnis de Milet Paenios d'Éphèse          | Temple d'Apollon à Didymes                                   |
| Eupalinos de Mégare                        | Tunnel de Samos                                              |
| Ictinos Callicratès Phidias                | Parthénon                                                    |
| Ictinos Métagénès Xénoclès                 | Télestérion d'Éleusis                                        |
| Ictinos                                    | Temple d'Apollon à Bassae                                    |
| Libon d'Élis                               | Temple de Zeus à Olympie                                     |
| Mandroclès de Samos                        | Pont de bateaux sur l'Hellespont                             |
| Ménesthès                                  | Temple d'Apollon à Alabanda                                  |
| Mnésiclès                                  | Propylées d'Athènes                                          |
| Phanios                                    | Maçon, entrepreneur et architecte de Délos                   |
| Philoclès                                  | Temple d'Athéna Polias sur l'Acropole d'Athènes Érechthéion  |
| Philon d'Athènes                           | Arsenal du Pirée Temple de Cérès et de Perséphone, à Eleusis |
| Polyclète le Jeune                         | Tholos et théâtre d'Épidaure                                 |
| Pythéos de Priène Satyros de Priène Scopas | Mausolée d'Halicarnasse                                      |
| Scopas                                     | Temple de Némée Temple d'Athéna Aléa à Tégée                 |
| Sostrate de Cnide                          | Phare d'Alexandrie                                           |
| Spintharos de Corinthe                     | Temple d'Apollon Pythien de Delphes (6e temple)              |
| Trophonios Agamède                         | Temple d'Apollon Pythien de Delphes (4e temple)              |
| Théodore de Samos Rhoèce                   | Héraion de Samos                                             |
| Théodoros                                  | Tholos d'Athéna Pronaia de Delphes.                          |
| Théodotos                                  | Temple d'Asclépios d'Épidaure                                |
| Xénodoros Agathon                          | Temple périptère d'Apollon de Delphes                        |
| Hippodamos de Milet                        | Urbaniste de Milet, du Pirée et de Thourioi                  |
| Hermogène                                  | Urbaniste de Magnésie du Méandre                             |
| Dinocrate de Rhodes                        | Urbaniste d'Alexandrie                                       |